# Borzja (město)
Borzja (rusky Борзя, čínsky 博尔贾/Po-er-ťia) je město v Zabajkalském kraji v Ruské federaci. Při sčítání lidu v roce 2010 měla přes jednatřicet tisíc obyvatel, čímž byla třetím největším městem oblasti po Čitě a Krasnokamensku.

## Poloha a doprava
Borzja leží v jižních stepích Zabajkalska na řece Borzje, pravém přítoku Onon golu. Od Čity, správního střediska kraje, je vzdálena přes 400 kilometrů jihovýchodně. Blíže je to k čínsko-ruské hranici, přibližně 70 kilometrů jihovýchodně, a k mongolsko-ruské hranici, přibližně 40 kilometrů jihozápadně.
Do města vede železniční trať z Čity, které se zde rozděluje na větev vedoucí na jihozápad přes Solovjovsk do Čojbalsanu do Mongolska a na větev vedoucí přes Zabajkalsk do Čínské lidové republiky směrem na Charbin.

## Dějiny
Sídlo zde vzniklo v 18. století a jeho význam výrazně stoupl po napojení na železniční síť v roce 1899, kdy bylo vznikající osídlení kolem železniční stanice oficiálně pojmenováno Suvorovskij k poctě historického vojevůdce Alexandra Vasiljeviče Suvorova. Formální pojmenování se ale příliš neujalo a při povýšení na město v roce 1950 bylo město oficiálně pojmenováno v souladu s neoficiálním pojmenováním Borzja podle řeky, na které leží.